# Verwaltungsgliederung der Oblast Amur

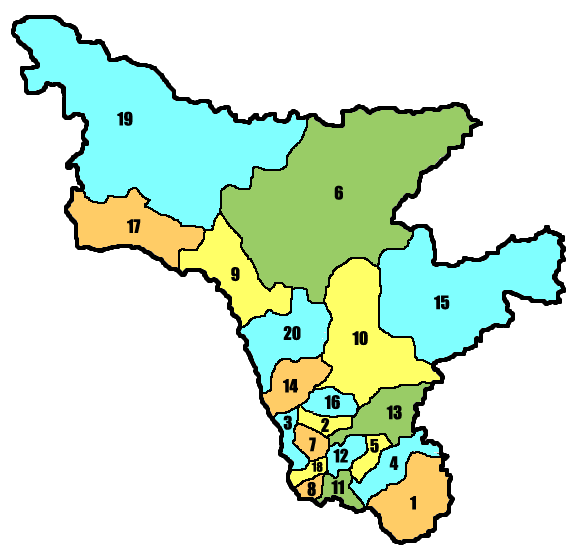
Rajons der Oblast Amur

Die Oblast Amur im Fernen Osten Russlands gliedert sich in 20 Rajons und 9 Stadtkreise.

## Stadtkreise
| Stadtkreis             | Einwohner | Fläche (km²) | Bevölkerungs- dichte (Ew./km²) | Stadt- bevölkerung | Land- bevölkerung | Weitere Orte       |
| ---------------------- | --------- | ------------ | ------------------------------ | ------------------ | ----------------- | ------------------ |
| Belogorsk              | 68.245    | 136          | 502                            | 67.767             | 478               |                    |
| Blagoweschtschensk     | 212.548   | 323          | 658                            | 207.333            | 5.215             |                    |
| Progress               | 12.978    | ?            |                                | 12.978             | –                 |                    |
| Raitschichinsk         | 24.460    | 377          | 65                             | 24.408             | 52                |                    |
| Schimanowsk            | 21.923    | 50           | 438                            | 21.923             | –                 | Noworaitschichinsk |
| Seja                   | 26.995    | 40           | 675                            | 26.995             | –                 |                    |
| Swobodny               | 60.034    | 226          | 266                            | 60.034             | –                 |                    |
| Tynda                  | 38.216    | 125          | 306                            | 38.216             | –                 |                    |
| Uglegorsk (Ziolkowski) | 5.273     | ?            |                                | 5.273              | –                 |                    |

## Rajons
| Rajon                  | Einwohner | Fläche (km²) | Bevölkerungs- dichte (Ew./km²) | Stadt- bevölkerung | Land- bevölkerung | Verwaltungssitz    | Weitere Orte                       |
| ---------------------- | --------- | ------------ | ------------------------------ | ------------------ | ----------------- | ------------------ | ---------------------------------- |
| Archara (1)            | 18.743    | 14.450       | 1,3                            | 9.836              | 8.907             | Archara            |                                    |
| Belogorsk (2)          | 22.985    | 2.680        | 8,6                            | –                  | 22.985            | Belogorsk          |                                    |
| Blagoweschtschensk (3) | 18.634    | 3.070        | 6,1                            | –                  | 18.634            | Blagoweschtschensk |                                    |
| Bureja (4)             | 28.674    | 7.330        | 3,9                            | 21.778             | 6.896             | Nowobureiski       | Bureja, Talakan                    |
| Iwanowka (7)           | 30.501    | 2.610        | 11,7                           | –                  | 30.501            | Iwanowka           |                                    |
| Konstantinowka (8)     | 14.716    | 1.770        | 8,3                            | –                  | 14.716            | Konstantinowka     |                                    |
| Magdagatschi (9)       | 24.095    | 16.790       | 1,4                            | 16.037             | 8.058             | Magdagatschi       | Siwaki, Uschumun                   |
| Masanowo (10)          | 15.103    | 27.970       | 0,5                            | –                  | 15.103            | Nowokijewski Uwal  |                                    |
| Michailowka (11)       | 16.490    | 2.990        | 5,5                            | –                  | 16.490            | Pojarkowo          |                                    |
| Oktjabrski (12)        | 23.025    | 3.430        | 6,7                            | –                  | 23.025            | Jekaterinoslawka   |                                    |
| Romny (13)             | 10.658    | 9.990}       | 1,1                            | –                  | 10.658            | Romny              |                                    |
| Sawitinsk (5)          | 18.408    | 3.240        | 5,7                            | 12.993             | 5.415             | Sawitinsk          |                                    |
| Schimanowsk (20)       | 6.965     | 14.630       | 0,5                            | –                  | 6.965             | Schimanowsk        |                                    |
| Seja (6)               | 20.237    | 88.260       | 0,2                            | –                  | 20.237            | Seja               |                                    |
| Selemdschinski (15)    | 11.365    | 46.810       | 0,2                            | 9.733              | 1.632             | Ekimtschan         | Fewralsk, Koboldo, Ogodscha, Tokur |
| Seryschewo (16)        | 28.170    | 3.830        | 7,4                            | 11.935             | 16.235            | Seryschewo         |                                    |
| Skoworodino (17)       | 32.266    | 18.020       | 1,8                            | 19.430             | 12.836            | Skoworodino        | Jerofei Pawlowitsch, Uruscha       |
| Swobodny (14)          | 13.535    | 7.420        | 1,8                            | –                  | 13.535            | Swobodny           |                                    |
| Tambowka (18)          | 25.437    | 2.560        | 9,9                            | –                  | 25.437            | Tambowka           |                                    |
| Tynda (19)             | 16.057    | 84.300       | 0,2                            | –                  | 16.057            | Tynda              |                                    |

Anmerkungen:
1. 1 2  Einwohnerzahlen vom 1. Januar 2008 (Berechnung)
2. ↑  Geschlossene Stadt (SATO)
3. ↑  in Klammern Nummer des Rajons in der Karte (in alphabetischer Reihenfolge der Rajonnamen im Russischen)
4. 1 2 3 4 5 6  Stadt gehört nicht zum Rajon, sondern bildet eigenständigen Stadtkreis; Einwohnerzahl der Stadt nicht bei der Berechnung der Bevölkerungsdichte berücksichtigt